# David Chase
David Chase, född 22 augusti 1945 som David DeCesare i Mount Vernon, New York, är en amerikansk TV-producent, manusförfattare och regissör. Chase är mest känd för att ha skapat Sopranos.